# Мауглі та Багіра (скульптурна група)
«Мауглі та Багіра» — скульптурна група з міді, що розташована на площі імені М. П. Леонтовича в Миколаєві. Є символом Миколаївського зоопарку і однією з візитних карток міста.

## Історія

### Зведення
Скульптурна група «Мауглі та Багіра» була встановлена в 1978 році перед входом до Миколаївського зоопарку. Споруджена за авторським проєктом І. В. Макушиної, в якому брали участь архітектори О. П. Попова і В. П. Попов, а також художник по металу В. Г. Пахомов. За задумом авторів, скульптура відображає єдність людського світу та світу живої природи. Пам'ятник служить нагадуванням про те, що взаєморозуміння можна досягти навіть у суворих умовах джунглів.
Згодом «Мауглі та Багіра» стали емблемою зоопарку і найбільш впізнаваною його рисою.

### Сучасність
Скульптура зображена на емблемі Миколаївського зоопарку.
У 2001 році скульптура була зображена на ювілейній монеті номіналом 2 гривні, які карбувалися Національним банком України до 100-річчя зоопарку. Укрпошта випустила тираж ювілейних конвертів з маркою. З 7 по 10 вересня в зоопарку була проведена Міжнародна науково-практична конференція, в її дні проходило гашення марок.
Скульптура неодноразово піддавалася актам вандалізму. У 2007 році невідомі відпилили і здали на металобрухт ногу Мауглі. Скульптуру поновили, але зловмисників так і не знайшли. 17 лютого 2012 року скульптура знову зазнала нападу: співробітники міліції затримали зловмисника, який за допомогою ножівки по металу намагався розпиляти одну із частин скульптури.
19 жовтня 2018 року зоопарк розпочав реконструкцію скульптурної групи. Миколаївський зоопарк виготовив і встановив огорожу навколо фігур, щоб убезпечити її від людей, а художник, реставратор і один з учасників створення самого проєкту пам'ятника, В. Г. Пахомов, розпочав реставрацію самої скульптури.

## Опис
Скульптурна група «Мауглі та Багіра» є центральною фігурою площі. На гранітному постаменті зображено у стрімкому русі персонажів книги Редьярда Кіплінга «Книга джунглів», — Мауглі та його вірну захисницю Багіру, їх погляд спрямований одне на одного. Фігури виконані з міді.

## Галерея

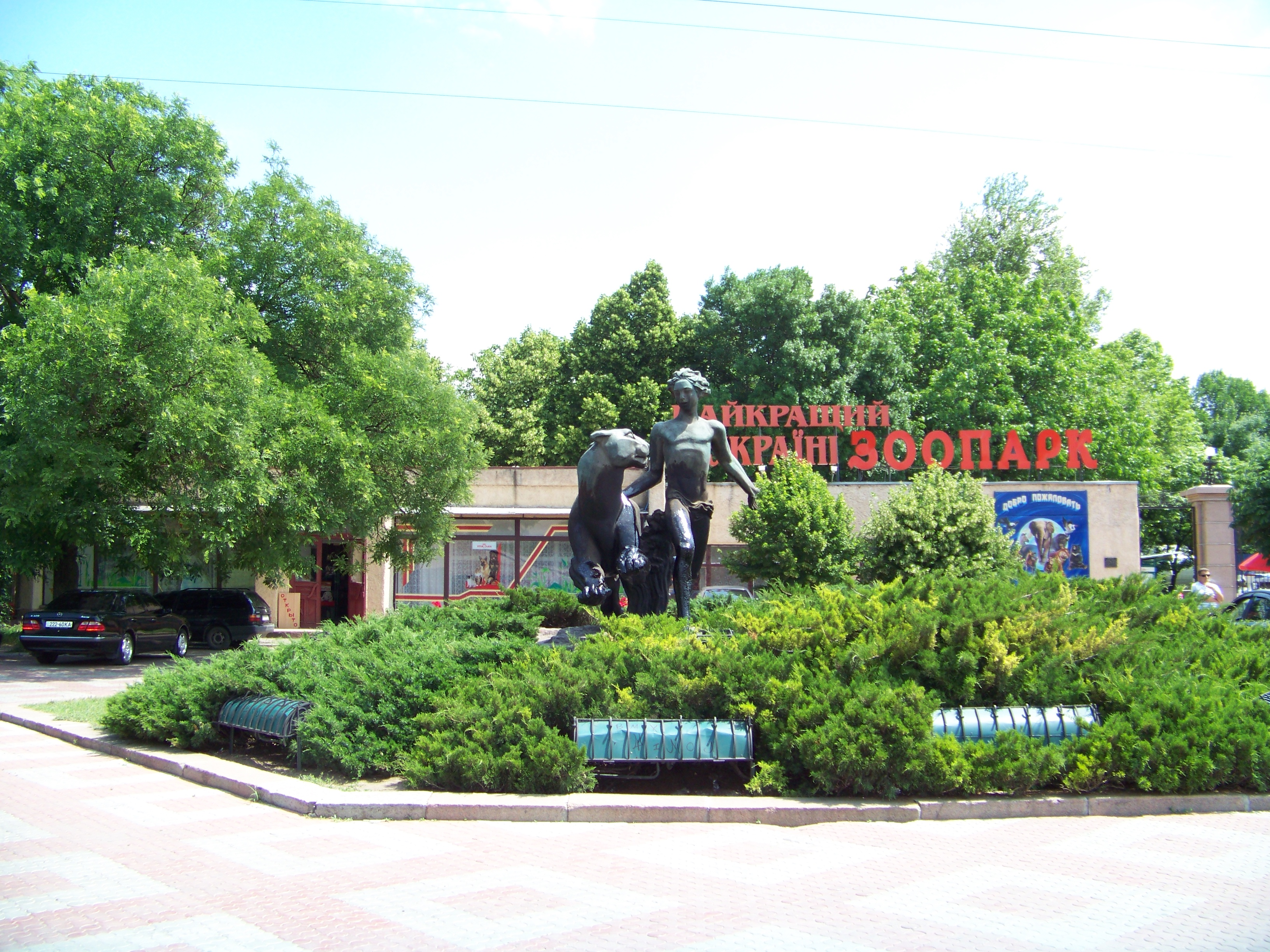
Загальний вид
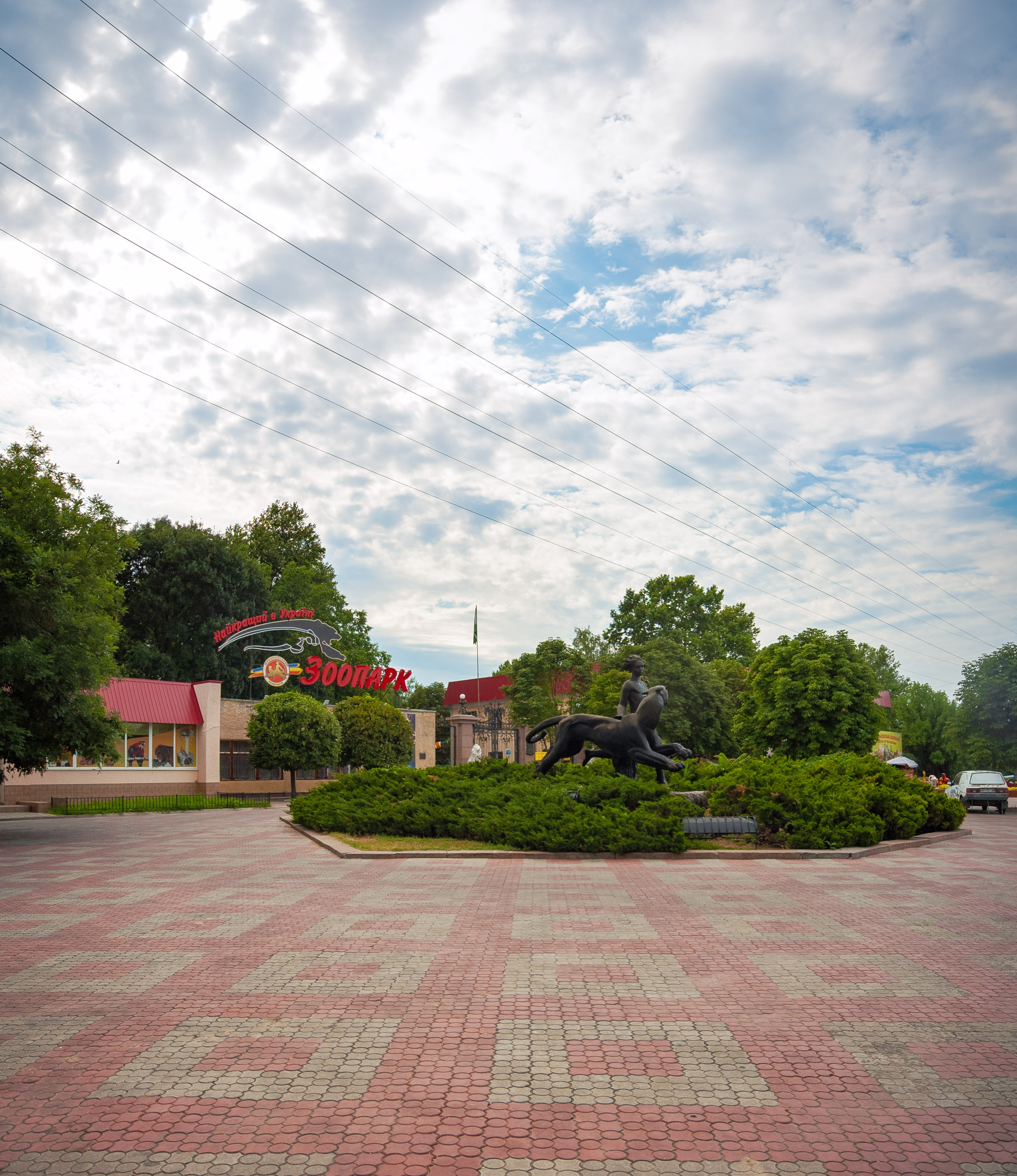
Вид з лівої сторони
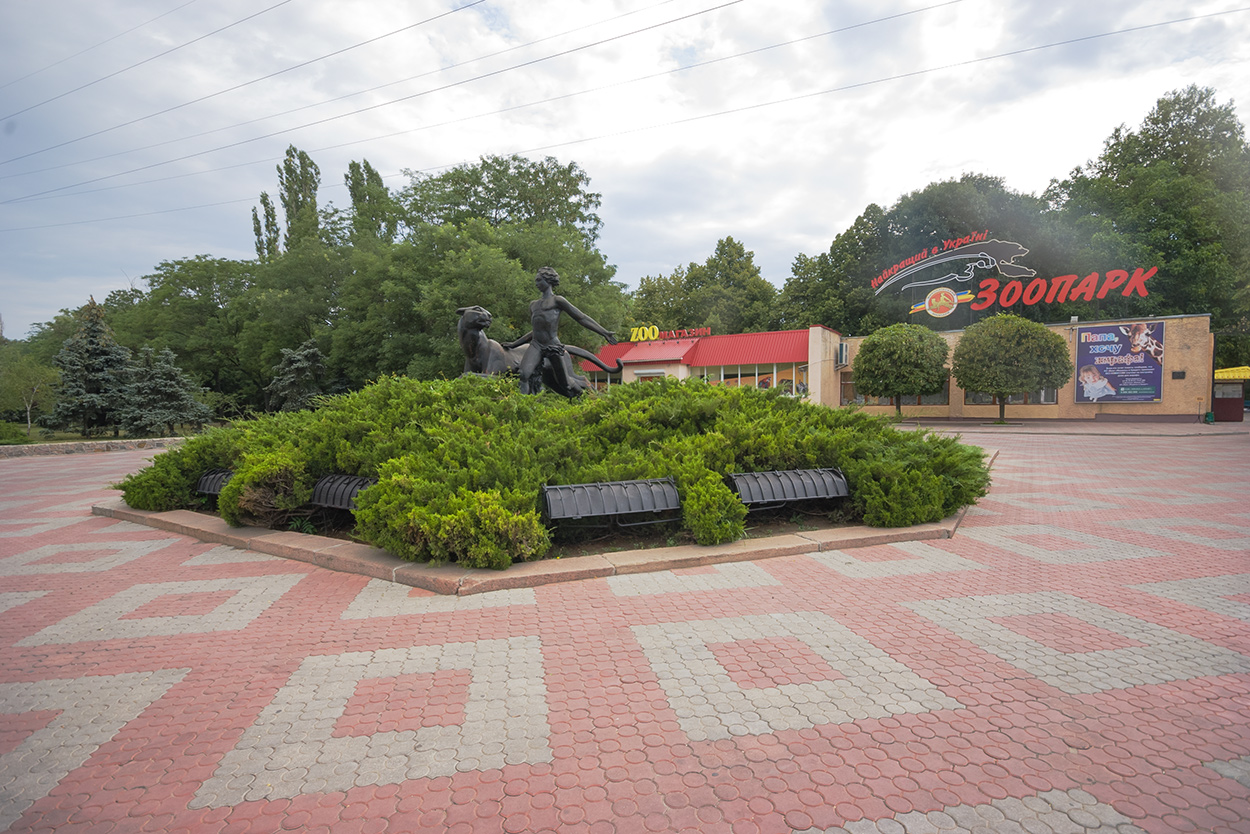
Вид з правої сторони
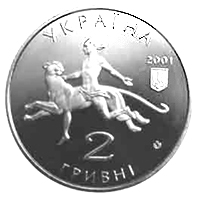
Ювілейна монета, присвячена 100-річчю зоопарка. Аверс
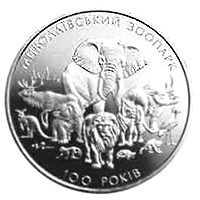
Ювілейна монета, присвячена 100-річчю зоопарка. Реверс